# Alzina de Can Poal
L'Alzina de Can Poal (Quercus ilex) és un dels tres arbres de Terrassa (juntament amb els roures de Can Colomer i del Camp del Roure) que mereixeria la consideració d'Arbre Monumental de Catalunya per les seues dimensions.

## Dades descriptives
- Perímetre del tronc a 1,30 m: 3,95 metres.
- Alçada: 16,3 metres.
- Amplada de la capçada: 20 x 21 metres (amplada mitjana capçada: 20,5 metres).
- Altitud sobre el nivell del mar: 323 metres.[1]

## Entorn
S'alça en un indret privilegiat: una balconada que ofereix una de les millors panoràmiques de la ciutat de Terrassa, amb la Mola com a teló de fons.

## Aspecte general
És una alzina perfecta, de tronc recte sense màcula, amb una capçada atapeïda de fulles que supera la vintena de metres de diàmetre. Tot i que té els típics indicis de l'atac de la caparreta, l'arbre gaudeix de bona salut.

## Accés
Es troba al costat de la masia de Can Poal, al Camí Vell de Terrassa a Ullastrell. Sortim de Terrassa per la carretera de Martorell. Just abans d'encarar una pujada, sortint ja del nucli urbà, tombem a la dreta per una pista que passa per sota l'autopista de Manresa. A l'altra banda trobem una bifurcació. Prenem la pista de terra que puja a mà dreta (Camí Vell d'Ullastrell). Si la pista és barrada amb una cadena, ens caldrà continuar a peu. Recorreguts uns cinc-cents metres, sempre pujant, prenem el trencall de la dreta i arribem, tot seguit, a Can Poal. L'alzina s'alça davant mateix de la casa.